# Liste der Baudenkmäler in Kalletal
Die Liste der Baudenkmäler in Kalletal enthält die denkmalgeschützten Bauwerke auf dem Gebiet der Gemeinde Kalletal im Kreis Lippe in Nordrhein-Westfalen (Stand: Dezember 2023). Diese Baudenkmäler sind in der Denkmalliste der Gemeinde Kalletal eingetragen; Grundlage für die Aufnahme ist das Denkmalschutzgesetz Nordrhein-Westfalen (DSchG NRW).

## Baudenkmäler
In der Gemeinde Kalletal gibt es insgesamt 89 Baudenkmäler.
Die Liste umfasst falls vorhanden eine Fotografie des Denkmals, falls vorhanden den Namen, sonst kursiv den Gebäudetyp, soweit bekannt die Ortschaft, in dem das Denkmal liegt, falls vorhanden die Adresse, eine kurze Beschreibung, das Datum der Eintragung in die Denkmalliste, die Bauzeit und die Listennummer der unteren Denkmalbehörde. Der Name entspricht dabei der Bezeichnung durch die Gemeinde Kalletal. Abkürzungen wurden zum besseren Verständnis aufgelöst, die Typografie an die in der Wikipedia übliche angepasst und Tippfehler korrigiert.
| Bild | Bezeichnung                                                   | Lage                                                                      | Beschreibung | Bauzeit | Eingetragen seit                                                               | Denkmal- nummer |
| --- | ------------------------------------------------------------- | ------------------------------------------------------------------------- | --- | --- | ------------------------------------------------------------------------------ | --------------- |
| weitere Bilder | Schloss Varenholz                                             | Varenholz Schloß Varenholz 1 Domäne Varenholz 1, 2 Stiller Winkel 1 Karte | vierflügeliges Renaissanceschloss Gartenflächen- und mauern Ökonomiegebäude | 1540 1591–1600 (Erweiterung) 1599 (Erker) 1682 (Saalkirche) 1748 (Orgel) 14. Jahrhundert (Vorderflügel) 1834 (Südflügel) 1569–1574 (Scheune)          | 15.10.1982 14.02.2005 (Gartenflächen- und mauern) 11.05.2010 (Ökonomiegebäude) | 1               |
| Schlosskrug Heidelbeck | Schlosskrug Heidelbeck                                        | Heidelbeck Kurstraße 1 Karte                                              | | | 15.10.1982                                                                     | 2               |
| weitere Bilder | Timmeringsches Haus                                           | Hohenhausen Am Markt 4 Karte                                              | Fachwerkgebäude der Renaissancezeit | | 15.10.1982                                                                     | 3               |
| weitere Bilder | Ehemaliges Forsthaus Heidelbeck                               | Heidelbeck Kurstraße 7 Karte                                              | frühere Schlossmühle der Wasserschlossanlage Heidelbeck; massives Untergeschoss, mit Schnitzornamentik versehenes Fachwerkobergeschoss unter Satteldach, wurde von 1985 bis 2023 als Wald- und Forstmuseum genutzt                                                                       | um 1537 | 15.10.1982                                                                     | 4               |
| weitere Bilder | Windmühle Bentorf                                             | Bentorf Windmühlenstraße 9 Karte                                          | Windmühle | 1889 | 12.07.1984                                                                     | 5               |
| weitere Bilder | Evangelisch-reformierte Kirche Hohenhausen                    | Hohenhausen Hohenhauser Straße 34 Karte                                   | eingewölbter, romanischer Saalbau mit Chor und romanischem Westturm, kreuzförmige Erweiterung | 12. Jahrhundert (Saalbau) 1496 (Einwölbung) zweite Hälfte des 15. Jahrhunderts 15. Jahrhundert (Aufstockung Westturm) 1887 (kreuzförmige Erweiterung) | 12.07.1984                                                                     | 6               |
| Stöckerscher Hof | Stöckerscher Hof                                              | Stemmen Weserstraße 38 Karte                                              | zweigeschossiges, barockes Herrenhaus unter Mansarddach mit Ökonomie | 1750 | 12.07.1984                                                                     | 7               |
| Kalkofen Bavenhausen | Kalkofen Bavenhausen                                          | Bavenhausen Am Kalkofen Karte                                             | Betriebsgehäuse aus Bruchstein, Beschickungsrampe, Kalksteinbruch | Jahrhundertwende | 12.07.1984 25.04.1985 (Änderung)                                               | 8               |
| weitere Bilder | Windmühle Bavenhausen                                         | Bavenhausen Mühlenweg Karte                                               | Windmühle | 1853 | 12.07.1984                                                                     | 9               |
| Gut Niederntalle | Gut Niederntalle                                              | Talle Niederntalle Karte                                                  | Fachwerkwohnhaus zweigeschossiges Massivbau Gräftenmauer Fachwerkmühle | um 1800, ältere Bauteile 1605 1854 (Ökonomiegebäude)                                                                                                  | 12.07.1984                                                                     | 10              |
| Ziehbrunnen Asendorf | Ziehbrunnen Asendorf                                          | Asendorf Schusterbergstraße 10 Karte                                      | runder Natursteinpütt mit hölzernem Hebebaum | | 20.01.1986                                                                     | 11              |
| weitere Bilder | Evangelisch-reformierte Kirche Langenholzhausen               | Langenholzhausen Krämerstraße Karte                                       | einschiffiger Gewölbebau mit spätgotischem Westturm | 15. und 16. Jahrhundert 1752 (Orgel) | 12.07.1984                                                                     | 12              |
| Niedernmühle Kalldorf | Niedernmühle Kalldorf                                         | Kalldorf Niedernmühle Karte                                               | Mühlengebäude, Wehranlage, Herrenhaus mit Jugendstilausstattung, Gartenanlage | 1818 (Mühlengebäude) 1898 (Mühlengebäude) 1911 (Herrenhaus)                                                                                           | 12.07.1984                                                                     | 13              |
| weitere Bilder | evangelisch-reformierte Pfarrkirche Talle                     | Talle Taller Straße Karte                                                 | Hallenkirche mit Westturm Friedhof | 1482/1492 um 1100 (Westturm) | 12.07.1984                                                                     | 14              |
| evangelisch-reformierte Kirche Varenholz mit Orgel | evangelisch-reformierte Kirche Varenholz mit Orgel            | Varenholz Varenholzer Straße Karte                                        | kreuzförmiger Saalbau mit flachgedecktem Schiff, gewölbtem Nordflügel, Südflüge mit Portal | um 1500 14. Jahrhundert 1839 (Südflügel) | 12.07.1984                                                                     | 15              |
| Gaststätte „Alter Krug“ | Gaststätte „Alter Krug“                                       | Talle Taller Straße 34 Karte                                              | Vierständer-Fachwerk-Ackerbürgerhaus | 18. Jahrhundert | 12.07.1984                                                                     | 16              |
| Schulgebäude Hof Brandsmeier | Schulgebäude Hof Brandsmeier                                  | Langenholzhausen Langenholzhauser Straße 17 Karte                         | versetztes Vierständer-Ackerbürgerhaus | | 12.07.1984                                                                     | 17              |
| Alte Brücke Weseraue | Alte Brücke Weseraue                                          | Varenholz Karte                                                           | vierbogige Bruchsteinbrücke | 1753 | 20.01.1986                                                                     | 18              |
| weitere Bilder | „Alte Mühle“, „Corves Mühle“                                  | Hohenhausen Küsterweg 2 Karte                                             | Umfassungsmauern eines zweigeschossigen, verputzten Vierständerfachwerkbaukörper unter Satteldach | 18./19. Jahrhundert | 19.11.1985 13.01.1986 (Änderung)                                               | 19              |
| weitere Bilder | Evangelisch-reformierte Kirche Lüdenhausen mit Pfarrhaus      | Lüdenhausen Mittelstraße Karte                                            | spätklassizistische Saalkirche mit romanischem Westturm zweigeschossiger Fachwerkbau | 1867 (Kirche) 1704 (Wohnteil des Pfarrhauses) 1775 (Wirtschaftsteil des Pfarrhauses)                                                                  | 12.07.1984 (Kirche) 25.02.1985 (Pfarrhaus)                                     | 20              |
| weitere Bilder | Mühle Langenholzhausen                                        | Langenholzhausen An der Mühle 1 Karte                                     | zweigeschossiges Bruchsteingebäude Oberwasser Wehranlage Unterwasser betriebstechnische Ausstattung. 2015 durch einen Brand schwer beschädigt. Der Dachstuhl wurde vollständig vernichtet. Der Renaissancegiebel aus Holz ist erhalten geblieben, befindet sich aber nicht mehr vor Ort. | 1568 | 20.01.1986 22.07.1993 (Erweiterung)                                            | 21              |
| Tempelhaus Talle | Tempelhaus Talle                                              | Talle Am Knapp 2 Karte                                                    | Fachwerkgiebelhaus | 1838 | 12.07.1984                                                                     | 22              |
| Fachwerkhaus Gutcke | Fachwerkhaus Gutcke                                           | Langenholzhausen Krämerstraße 15 Karte                                    | Fachwerkvierständerbau | 1756 | 12.07.1984 25.08.2004 (Jugendstilbemalung)                                     | 24              |
| Fachwerkhaus Brinkmann | Fachwerkhaus Brinkmann                                        | Talle Am Südhang 8 Karte                                                  | Dreiständerhaus | 16. Jahrhundert | 13.03.1987                                                                     | 25              |
| Hof Nagelsmeier | Hof Nagelsmeier                                               | Langenholzhausen Hauptstraße 6 Karte                                      | Vierständerhaus | 1764 | 30.04.1986                                                                     | 27              |
| Fachwerkhaus Haus Rüggemeier | Fachwerkhaus Haus Rüggemeier                                  | Langenholzhausen Hauptstraße 7 Karte                                      | Vierständer-Altenteilerhaus | 1810 | 30.04.1986                                                                     | 28              |
| Fachwerkhaus Saak | Fachwerkhaus Saak                                             | Langenholzhausen Krämerstraße 2 Karte                                     | Giebel auf der Ostseite, Dach und Fassade eines Vierständerfachwerkbau | 1834 |                                                                                | 29              |
| Fachwerkhaus Telm | Fachwerkhaus Telm                                             | Langenholzhausen Krämerstraße 8 Karte                                     | traufenständiges Vierständerfachwerkhaus | 1828 | 30.04.1986                                                                     | 30              |
| Fachwerkhaus | Fachwerkhaus                                                  | Bentorf Bentorfer Straße 45 Karte                                         | Dreiständerbau | Mitte des 10. Jahrhunderts 1861 oder 1890 (Anbau) | 13.03.1987                                                                     | 32              |
| „Alte Schule“ | „Alte Schule“                                                 | Erder An der Weser 33 Karte                                               | Ehemaliges Lippisches Zollhaus, später Schule. Zweigeschossiges Fachwerktraufenhaus auf Bruchsteinsockel unter Satteldach mit Krüppelwalmen | 1833 | 13.03.1987                                                                     | 33              |
| ehemaliges Forsthaus Langenholzhausen | ehemaliges Forsthaus Langenholzhausen                         | Langenholzhausen Hauptstraße 28, 30 Karte                                 | zweigeschossiges, fünfachsiges, massives Traufenhaus unter Krüppelwalmdach Fachwerkgebäude (Wirtschaftsgebäude) | 1759 18. Jahrhundert (Wirtschaftsgebäude) 1920er Jahre                                                                                                | 17.07.1986                                                                     | 34              |
| Fachwerkhaus | Fachwerkhaus                                                  | Erder An der Weser 7 Karte                                                | Vierständer-Fachwerkhaus | Mitte des 19. Jahrhunderts | 13.03.1987                                                                     | 35              |
| Fachwerkhaus | Fachwerkhaus                                                  | Lüdenhausen In der Ecke 2 Karte                                           | Vierständer-Fachwerkkötterhaus | 1825 | 08.03.1989                                                                     | 37              |
| Fachwerkhaus | Fachwerkhaus                                                  | Lüdenhausen Bösingfelder Straße 8 Karte                                   | Vierständer-Fachwerkkotten unter Satteldach | 1724 | 20.10.1988                                                                     | 38              |
| Fachwerkhaus | Fachwerkhaus                                                  | Brosen Selster Straße 4 Karte                                             | Vierständerfachwerkbau Fassade des zweigeschossigen Fachwerkwohnteils | 1838 (Durchgangsdeelenhaus) Mitte des 19. Jahrhunderts (Wohnteil)                                                                                     | 20.10.1988                                                                     | 39              |
| Bauernhaus | Bauernhaus                                                    | Brosen Lindenweg 14 Karte                                                 | Vierständer-Fachwerkbauernhaus auf Bruchsteinsockel mit Hofmauer | 1854 | 20.06.1990                                                                     | 40              |
| Fachwerkhaus | Fachwerkhaus                                                  | Westorf Brunsberg 1 Karte                                                 | Vierständer-Fachwerkhaus mit Bruchsteinsockel | 1827 | 20.06.1990                                                                     | 41              |
| Fachwerkhaus | Fachwerkhaus                                                  | Varenholz Varenholzer Straße 33 Karte                                     | zweigeschossiges, fünfachsiges Fachwerktraufenhaus unter Krüppelwalmdach mit verputztem Bruchsteinsockel Flügelbau unter Satteldach | um 1820–1840 | 20.06.1990                                                                     | 42              |
| Bruchsteingebäude | Bruchsteingebäude                                             | Erder An der Weser 15 Karte                                               | Bruchsteinbau | um 1860/1870 | 20.06.1990                                                                     | 43              |
| Fachwerkhaus | Fachwerkhaus                                                  | Hohenhausen Rintelner Straße 114 Karte                                    | Vierständer-Fachwerkkötterhaus | | 20.06.1990                                                                     | 44              |
| Bauernhaus | Bauernhaus                                                    | Brosen Rafelder Straße 3 Karte                                            | Vierständer-Fachwerkhaus | 1862 | 20.06.1990                                                                     | 45              |
| Haupthaus des ehemaligen Engelsmeierschen Hofes | Haupthaus des ehemaligen Engelsmeierschen Hofes               | Kalldorf Am Mühlenteich 1 Karte                                           | Bruchsteinhaus | 1889 | 16.05.1991                                                                     | 47              |
| Wohn- und Wirtschaftsgebäude | Wohn- und Wirtschaftsgebäude                                  | Hohenhausen Echternhagen 7 Karte                                          | | 1785 spätes 19. Jahrhundert | 21.10.1991                                                                     | 48              |
| weitere Bilder | Fachwerk-Wohnhaus mit zugehörigem Stallschuppen               | Hohenhausen Küsterweg 4 Karte                                             | Vierständer-Fachwerkbau | 1733 | 21.10.1991                                                                     | 49              |
| Hofanlage mit Wassermühle | Hofanlage mit Wassermühle                                     | Hohenhausen Dalbke 3 Karte                                                | Haupthaus: Vierständer-Fachwerkbau auf verputztem Bruchsteinsockel Leibzucht: Vierständer-Fachwerkbau auf betoniertem Sockel Wassermühle: eingeschossiger Fachwerkbau unter Satteldach Scheune: traufenständiger Fachwerkbau unter Satteldach                                            | 1849 (Haupthaus) 1828 (Leibzucht) spätes 18./frühes 19. Jahrhundert (Wassermühle) 18. Jahrhundert (Scheune)                                           | 25.03.1992                                                                     | 51              |
| Fachwerkhaus | Fachwerkhaus                                                  | Varenholz Varenholzer Straße 38 Karte                                     | Vierständer-Fachwerkhaus auf Bruchsteinsockel | 1674 | 25.03.1992                                                                     | 52              |
| BW | Backhaus                                                      | Asendorf Schusterberg 1 Karte                                             | eingeschossiger Fachwerkbau | 19. Jahrhundert | 25.03.1992 29.10.2003 (Änderung)                                               | 53              |
| Kötterhaus mit Mikwe | Kötterhaus mit Mikwe                                          | Lüdenhausen Bösingfelder Straße 10 Karte                                  | Vierständerfachwerkhaus | 1684 | 25.03.1992                                                                     | 54              |
| trigonometrischer Punkt Nr. 3819-0-00101 Rafelder Berg | trigonometrischer Punkt Nr. 3819-0-00101 Rafelder Berg        | Brosen Karte                                                              | historischer trigonometrischer Punkt | | 11.05.1992                                                                     | 55              |
| Anwesen | Anwesen                                                       | Varenholz Varenholzer Straße 31 Karte                                     | Gasthaus: zweigeschossiger Fachwerkbau auf Natursteinsockel unter Satteldach Scheune: Fachwerkgebäude auf Natursteinsockel unter Satteldach Scheune: Fachwerkbau unter Satteldach | 19. Jahrhundert (Gasthaus) 18. Jahrhundert (Scheune) zweite Hälfte des 19. Jahrhunderts (Scheune)                                                     | 27.10.1993                                                                     | 56              |
| weitere Bilder | jüdischer Friedhof in Lüdenhausen                             | Lüdenhausen Hinter den Linden Karte                                       | Gelände mit acht Grabsteinen | 19. Jahrhundert | 27.10.1993                                                                     | 57              |
| ehemaliges Ackerbürgerhaus | ehemaliges Ackerbürgerhaus                                    | Varenholz Varenholzer Straße 35 Karte                                     | Durchgangsdeelenhaus in Fachwerkbauweise auf Natursteinsockel unter Satteldach | frühe Mitte des 19. Jahrhunderts | 27.10.1993                                                                     | 58              |
| BW | Bauernhaus                                                    | Bentorf In den Eichen 1 a Karte                                           | Vierständerbau auf Natursteinsockel unter Satteldach | 1811 | 27.10.1993                                                                     | 59              |
| BW | Fachwerkhaus                                                  | Hohenhausen Echternhagen 11 Karte                                         | Kleinkötterhaus | | 27.12.1993 02.02.2001 (Änderung)                                               | 60              |
| BW | Fachwerkhaus                                                  | Hohenhausen Echternhagen 13 Karte                                         | anderthalbgeschossiges Vierständerfachwerkhaus auf Bruchsteinsockel | 1881 | 27.12.1993                                                                     | 61              |
| Bauernhaus | Bauernhaus                                                    | Langenholzhausen Hauptstraße 15 Karte                                     | Vierständerbau auf Natursteinsockel unter Satteldach | 1780 | 27.12.1993                                                                     | 62              |
| Einfriedungsmauer | Einfriedungsmauer                                             | Bentorf Vlothoer Straße 4 Karte                                           | Bruchsteinmauer | | 23.02.1994 26.01.2004 (Änderung)                                               | 63              |
| Bauernhaus | Bauernhaus                                                    | Lüdenhausen Bösingfelder Straße 15 Karte                                  | Vierständerbau auf Natursteinsockel unter Satteldach | | 07.07.1995                                                                     | 65              |
| BW | Wohn- und Wirtschaftsgebäude mit Grundstücksmauer             | Bentorf Windmühlenstraße 3 Karte                                          | traufenständiges Fachwerkhaus Bruchsteinmauer | 1864 | 29.09.1997                                                                     | 66              |
| Fachwerkhaus | Fachwerkhaus                                                  | Kalldorf Steinegge 20 Karte                                               | Vierständerbau | 1850 | 04.03.1998                                                                     | 67              |
| ehemalige Tischlerei | ehemalige Tischlerei                                          | Heidelbeck Parkstraße Karte                                               | traufenständiger Fachwerkbau auf Natursteinsockel unter Satteldach | zweite Hälfte des 19. Jahrhunderts | 29.04.1999                                                                     | 68              |
| ehemalige Amtsverwaltung Hohenhausen | ehemalige Amtsverwaltung Hohenhausen                          | Hohenhausen Rintelner Straße 3 Karte                                      | eineinhalbgeschossiger Putzbau unter Satteldach | 1848–1851 | 27.02.2002                                                                     | 69              |
| Hofanlage | Hofanlage                                                     | Hohenhausen Dalbke 5 Karte                                                | Vierständerlängsdeelenhaus unter Satteldach zweigeschossiger Natursteinbau unter Satteldach Fachwerkgebäude unter Satteldach | 1730 (Bauernhaus) 1922 (Wohnhauserweiterung) 1749 (Speicher)                                                                                          | 28.02.2002                                                                     | 70              |
| ehemaliges Gutshaus | ehemaliges Gutshaus                                           | Lüdenhausen Lüerdisser Straße 1 Karte                                     | traufenständiger, zweigeschossiger Baukörper auf Natursteinsockel | 1756 | 16.05.2002                                                                     | 71              |
| Bauernhaus | Bauernhaus                                                    | Asendorf Herbrechtsdorfer Straße 8 Karte                                  | Vierständerbau auf Natursteinsockel unter Satteldach | 1819 | 08.10.2002                                                                     | 72              |
| BW | Bauernhaus                                                    | Erder An der Weser 17 Karte                                               | Bruchsteinhaus | 1861 | 25.02.2003                                                                     | 73              |
| ehemaliges Bauernhaus | ehemaliges Bauernhaus                                         | Langenholzhausen Hauptstraße 41 Karte                                     | traufenständiger Fachwerkbau unter Satteldach | 1842 | 07.07.2003                                                                     | 74              |
| Bauernhaus | Bauernhaus                                                    | Varenholz Varenholzer Straße 32 Karte                                     | giebelständiger Dreiständerbau auf Bruchsteinsockel unter Satteldach | 1612 | 14.05.2004                                                                     | 75              |
| Brücke im Zuge der L 861 über den Krebsbach | Brücke im Zuge der L 861 über den Krebsbach                   | Bentorf Karte                                                             | Eingewölbebrücke aus Bruchstein | 1820 | 10.09.2004                                                                     | 76              |
| ehemalige Gaststätte und Wohnhaus | ehemalige Gaststätte und Wohnhaus                             | Varenholz Varenholzer Straße 16 Karte                                     | zweigeschossiger Putzfachwerkbau auf Sandsteinquadersockel unter Satteldach | um 1800 | 10.11.2004                                                                     | 77              |
| Bauernhaus | Bauernhaus                                                    | Varenholz Varenholzer Straße 54 Karte                                     | giebelständiger Vierständerbau auf verputztem Natursteinsockel unter Satteldach | 1793 | 10.11.2004                                                                     | 78              |
| ehemaliges Bauernhaus | ehemaliges Bauernhaus                                         | Varenholz Varenholzer Straße 65 Karte                                     | Vierständerbau auf Natursteinsockel unter Satteldach | 1729 | 11.11.2004                                                                     | 79              |
| Bauernhaus | Bauernhaus                                                    | Varenholz Varenholzer Straße 36 Karte                                     | giebelständiger Vierständerbau auf Bruchsteinsockel unter Satteldach | 17. Jahrhundert | 01.02.2005                                                                     | 80              |
| Bauernhaus | Bauernhaus                                                    | Varenholz Varenholzer Straße 27 Karte                                     | giebelständiger Vierständerbau unter Satteldach | 1752 | 16.02.2005                                                                     | 81              |
| Kerngerüst mit Dachkonstruktion eines ehemaligen Bauernhauses                                                                                                  | Kerngerüst mit Dachkonstruktion eines ehemaligen Bauernhauses | Varenholz Varenholzer Straße 25 Karte                                     | giebelständiger Vierständerbau unter Satteldach | 1696 | 07.04.2005                                                                     | 82              |
| Bauernhaus | Bauernhaus                                                    | Brosen Broser Straße 15 Karte                                             | traufenständiger Vierständerbau auf Natursteinsockel unter Satteldach | 1861 | 01.03.2006                                                                     | 83              |
| BW | Bauernhaus                                                    | Heidelbeck Hohlenweg 2 Karte                                              | Vierständerbau auf Natursteinsockel unter Satteldach | 1831 | 02.03.2006                                                                     | 84              |
| jüdischer Friedhof in Hohenhausen | jüdischer Friedhof in Hohenhausen                             | Hohenhausen Lemgoer Straße Karte                                          | Gelände mit 16 Grabstätten | 1857–1918 | 18.06.2007                                                                     | 85              |
| jüdischer Friedhof in Varenholz | jüdischer Friedhof in Varenholz                               | Varenholz Felsenkeller Karte                                              | Gelände mit fünf Grabsteinen | Mitte des 19. Jahrhunderts | 26.06.2007                                                                     | 86              |
| Ehemalige Schule Hohenhausen | Ehemalige Schule Hohenhausen                                  | Hohenhausen Hohenhauser Straße 31 Karte                                   | | | 12.03.2015                                                                     | 87              |
| Hofanlage | Hofanlage                                                     | Bavenhausen Rentorf 13 Karte                                              | | | 01.02.2018                                                                     | 88              |
| [[Vorlage:Bilderwunsch/code!/C:52.148422,8.958873!/D:Grabstelle Bertha Hotzen auf dem Friedhof Langenholzhausen, Klingenberg Friedhof Langenholzhausen!/\|BW]] | Grabstelle Bertha Hotzen auf dem Friedhof Langenholzhausen    | Langenholzhausen Klingenberg Friedhof Langenholzhausen Karte              | | | 21.12.2023                                                                     | 89              |

## Ehemalige Baudenkmäler
| Bild | Bezeichnung  | Lage                                  | Beschreibung                        | Bauzeit                           | Eingetragen seit         | Denkmal- nummer |
| ---- | ------------ | ------------------------------------- | ----------------------------------- | --------------------------------- | ------------------------ | --------------- |
| BW   | Fachwerkhaus | Varenholz Varenholzer Straße 40 Karte | Vierständer-Fachwerkbau abgebrochen | spätes 17./frühes 18. Jahrhundert | 20.06.1990 2015 gelöscht | 46              |